# Vinialesaurus caroli
Il vinialesauro (Vinialesaurus caroli) è un rettile marino estinto, appartenente ai plesiosauri. Visse all'inizio del Giurassico superiore (Oxfordiano, circa 160 milioni di anni fa) e i suoi resti fossili sono stati ritrovati a Cuba.

## Descrizione
Questo rettile è noto per alcuni resti comprendenti un cranio quasi completo, una mandibola e alcune vertebre incomplete. Sulla base di comparazioni con animali simili (come Cryptoclidus), gli studiosi sono riusciti a ricostruire l'aspetto di Vinialesaurus: come tutti i plesiosauri, doveva essere dotato di un lungo collo, di un corpo relativamente schiacciato e di quattro arti simili a pinne. Il cranio era piuttosto alto posteriormente, ed era dotato di grandi orbite. I denti erano conici, acuminati, leggermente ricurvi e sporgenti all'infuori. L'ornamentazione della corona dentaria era ridotta, e consisteva in fitte striature sottili. Vinialesaurus non doveva superare i 4 metri di lunghezza.

## Classificazione
I fossili di questo animale, provenienti dalla formazione Jagua nei pressi della città di Viñales, vennero descritti per la prima volta nel 1949 e attribuiti, con qualche incertezza, al genere europeo Cryptocleidus (ora Cryptoclidus). Gli studiosi autori della descrizione, nel titolo dell'articolo scientifico, attribuirono erroneamente Cryptoclidus agli ittiosauri, invece che ai plesiosauri. Per lungo tempo questi fossili vennero sostanzialmente dimenticati; nel 1962 Welles attribuì i resti al genere Muraenosaurus, mentre un altro studio del 1996 i resti erano da attribuire a un genere a sé stante. Fu così che, nel 2002, i fossili vennero ridescritti da Gasparini, Bardet e Iturralde-Vinent come un nuovo genere di plesiosauri, Vinialesaurus. 
Attualmente Vinialesaurus è considerato un membro dei criptoclididi, una famiglia di plesiosauri dal collo lungo tipici del Giurassico medio e superiore, dotati di una dentatura "a incastro" e di orbite grandi, e che probabilmente si cibavano di piccole prede. Alcune caratteristiche (ad esempio le ossa del palato e le narici esterne) distinguono Vinialesaurus da Cryptoclidus.

## Importanza paleogeografica
I fossili di Vinialesaurus sono stati ritrovati in associazione con quelli di altri rettili marini, come pliosauri (Gallardosaurus), ittiosauri oftalmosauri, coccodrilli metriorinchidi e tartarughe marine (Caribemys). Questa associazione faunistica è una notevole prova dell'esistenza di una via marina presente nei Caraibi durante l'Oxfordiano, che connetteva la Tetide occidentale con il Pacifico Orientale. La scoperta di Vinialesaurus, inoltre, indica una maggior diversità nella famiglia dei criptoclididi di quanto precedentemente pensato, e mostra che nell'Oxfordiano i Caraibi erano popolati da una fauna notevolmente diversificata.